# 錢受椿
錢受椿（1751年—1795年），江蘇省蘇州府常熟縣人，清朝政治人物。
監生出身，后任湖北黃州府知府。乾隆五十一年，任陝西延安府知府，赴臺剿捕逆匪，捐復知府留福建差遣委用。乾隆五十五年，任福建福寧府知府，后升任福建福寧府督糧道。乾隆五十七年，任福建按察使。乾隆六十年，任廣西布政使。